# Municipio de Válchedram
El municipio de Válchedram (búlgaro: Община Вълчедръм) es un municipio búlgaro perteneciente a la provincia de Montana.
En 2011 tiene 9900 habitantes, el 78,83% búlgaros y el 20,19% gitanos. La tercera parte de la población vive en la capital municipal Válchedram.
Se ubica en la esquina nororiental de la provincia. Por el este limita con la provincia de Vratsa y por el norte es fronterizo con Rumania en la ribera del Danubio.

## Localidades
| Localidad     | Cirílico     | Población (diciembre de 2009) |
| ------------- | ------------ | ----------------------------- |
| Valchedram    | Вълчедръм    | 3817                          |
| Bótevo        | Ботево       | 77                            |
| Bazovets      | Бъзовец      | 161                           |
| Cherni Vrah   | Черни връх   | 534                           |
| Dolni Tsíbar  | Долни Цибър  | 1544                          |
| Gorni Tsíbar  | Горни Цибър  | 205                           |
| Ignátovo      | Игнатово     | 295                           |
| Mókresh       | Мокреш       | 889                           |
| Rázgrad       | Разград      | 839                           |
| Septemvriytsi | Септемврийци | 1151                          |
| Zlatía        | Златия       | 886                           |
| Total         |              | 10 398                        |